# DashDevs
DashDevs (укр. ДашДевс) — міжнародна IT-компанія з українським корінням, яка надає послуги з консультування, розробки, проєктування, модернізації та підтримки програмного забезпечення. Засновник Ігор Томич.
Налічує понад 100 співробітників. Компанія займається розробкою програмних рішень у таких індустріях як фінансові технології, банківська справа, фінанси, охорона здоров'я, медіа та електронна комерція. 

## Історія
- 2011 — заснування DashDevs LLC в США, відкриття бренду ITOMYCH STUDIO в Україні.
- 2012 — Команда DashDevs починає розробляти та впроваджувати проєкти, які диджиталізують фінансові сервіси та експертизу в галузі розробки продуктів.
- 2021 — DashDevs отримує сертифікацію на основі стандарту ISO/IEC 27001 (міжнародний стандарт управління інформаційною безпекою)[3].
- 2022 — відкриття офісу у Лондоні. Команда DashDevs налічує понад 100 співробітників.

## Представництва
Офіси компанії знаходяться в Україні, Сполученому Королівстві (Лондон), Сполучених Штатах (Вілмінгтон), Польщі та Угорщині. 

## Технології
DashDevs спеціалізується на розробці високотехнологічних рішень для вебу і мобільних додатків.

### Backend
- .Net & .Net Core
- PHP 5−7
- Java
- Python
- Go
- Node.js
- Ruby

### Frontend
- React
- Angular
- Vue

### Database
- Redis
- MongoDB
- PostgreSQL
- MySQL
- ElasticSearch

## Продукти
У 2022 році компанія розробила та презентувала власний продукт Fintech Core — модульне White Label фінтех-рішення для створення та швидкого запуску цифрових банківських та платіжних продуктів у вигляді додатків.

## Клієнти
DashDevs працює з клієнтами з регіонів EU, UK, US та MENA. Станом на кінець 2022 року компанія закрила понад 500 проєктів, у тому числі:
1. iOL Pay — це глобальне автоматизоване рішення для прийому платежів для індустрії гостинності. Воно дозволяє готелям та іншим постачальникам туристичних послуг підключатися до ринку iWTX. Система підтримує 26 мов, 140 валют і 250 способів оплати[4].
2. PI1[5] — це діджитал банкінг платформа, яка надає лінійку банківських продуктів та послуг для інвестицій, управління фінансами, бюджетування та побудови капіталу.
3. iWTX — міжнародний маркетплейс, яким користуються готельні мережі та DMC. ЦА платформи — B2B клієнти: туроператори, туристичні агентства та компанії з управління дестинаціями.
4. MuchBetter — це платіжний додаток, який дозволяє зберігати, відправляти та отримувати гроші за безпечними протоколами. ЦА платформи — ігрова індустрія; це альтернатива таким гаманцям, як Neteller, Skrill, Entropay та Ecopayz. Він також може використовуватися в роздрібних магазинах і для особистих переказів[6].

## Соціальна корпоративна відповідальність
Благодійний фонд «Айтомич» — приватний фонд, заснований в Україні. З початку повномасштабного вторгнення Росії в Україну фонд вклав 4 мільйони гривень у захист країни. Наприклад, фонд звітує, що більшість з цих коштів спрямовані на потреби військових на передовій.

## Освітня діяльність
Спеціалісти DashDevs беруть участь в освітніх заходах, таких як вебінари, мітапи, конференції. На постійній основі компанія проводить безплатні та платні освітні події та академію для фахівців-початківців. 